# NGC 4603C
NGC 4603C is een lensvormig sterrenstelsel in het sterrenbeeld Centaur. Het hemelobject werd op 8 juni 1834 ontdekt door de Britse astronoom John Herschel.

## Synoniemen
- ESO 322-49
- MCG -7-26-25
- DCL 117
- PGC 42486